# Ле Фрате (Белуно)
Ле Фрате (итал. Le Fratte) је насеље у Италији у округу Белуно, региону Венето.
Према процени из 2011. у насељу је живело 20 становника. Насеље се налази на надморској висини од 1370 м.